# ヴァシリー・クジエフ
ヴァシリー・ミハイロヴィチ・クジエフ（ロシア語: Василий Михайлович Куджиев、カレリア語: Vasili Mihailovitš Kudžijev、1890年1月5日 - 1976年11月30日）は、ロシアの革命家、ソビエト連邦の政治家・法曹。

## 生涯
1890年1月5日（ユリウス暦1889年12月24日）、ロシア帝国オロネツ県ボリシエ・ゴールィで、教師の父と農婦の母との間に生まれたカレリア人。ペトロザヴォーツク中等学校在学中の1905年に革命運動に関わり始め、1907年から社会民主主義組織「オロネツ県支援委員会」に参加し、地下出版・宣伝や政治亡命者のための資金調達活動に従事。同年秋からロシア社会民主労働党ペトロザヴォーツク支部で「アントン」の党名で活動していたが、翌1908年に逮捕され中等学校も放校された。1915年にペトログラード大学法学部を卒業し、翌1916年にはペトログラードの第6予備技術大隊に配属されていた。
二月革命まではペトログラードで弁護士をしていたが、1917年からロシア社会民主労働党国際派 (ru) 中央委員会メンバーとなり、5月から翌1918年1月4日までオロネツ県ソビエト執行委員会議長を務めた。1919年5月からモスクワでボリシェヴィキ鉄道地区委メンバーとなり、パヴェレツ線 (ru) で宣伝活動を行う。同年にはロシア社会主義連邦ソビエト共和国鉄道輸送人民委員部 (ru) でも働いた。同時期には『コミュニスト』紙編集者も務めた。翌1920年5月にボリシェヴィキ中央委の命によりペトロザヴォーツクに派遣され、8月7日から翌1921年2月19日までカレリア革命委員会メンバーとなる。1921年には党カレリア・オロネツ県委煽動・宣伝部部長を務め、同時期には教育部部長、革命裁判所長官や民族問題人民委員部カレリア人代表、州執行委員、ペトロザヴォーツク市煽動・宣伝部部長も務めた。第10回党大会にも出席。
同年から翌1922年までは党カレリア労働コミューン州委責任書記を務め、コミューンではソビエト執行委副議長に選出されている。しかし1922年6月13日には党中央委シベリア局 (ru) によってオムスク県に送られた。翌1923年8月から1926年10月まで党アルハンゲリスク県委アジテーション・プロパガンダ部部長を務め、同年1月から7月にかけては同県委責任書記を代行。1926年からはレニングラードの法科大学に勤務し、同年10月から1934年までレニングラード州副検事長とスターリン産業アカデミー (ru)・レニングラード支部副学長を、1934年から翌1935年まで学長を務めた。1938年2月からレニングラード州弁護士会会員となり、1941年から会長となった。
しかし、1949年にレニングラード事件に連座して逮捕され、翌1950年8月13日に懲役10年の判決を受けた。その後、1954年に名誉回復。1956年から年金生活に入り、1976年11月30日にレニングラードで死去した。